# Gmina Koonga
Gmina Koonga (est. Koonga vald) – gmina wiejska w Estonii, w prowincji Parnawa. W 2017 roku gmina Koonga, gmina Hanila, gmina Lihula oraz gmina Varbla zostały połączone w gminę Lääneranna.
W skład gminy wchodziły 42 wsie: 
Emmu - Hõbeda - Irta - Iska - Joonuse - Jänistvere - Järve - Kalli - Karinõmme - Karuba - Kibura - Kiisamaa - Koonga - Kuhu - Kurese - Kõima - Lõpe - Maikse - Mihkli - Naissoo - Nedrema - Nätsi - Oidrema - Paimvere - Palatu - Parasmaa - Peantse - Piisu - Pikavere - Rabavere - Salevere - Sookatse - Tamme - Tarva - Tõitse - Ura - Urita - Vastaba - Veltsa - Võitra - Võrungi - Õepa